# STS-61-C
إس تي إس-61-سي (بالإنجليزية: STS-61-C)‏ هي الرحلة السابعة لمكوك الفضاء كولمبيا  ، والرابعة والعشرين في برنامج مكوك الفضاء التابع لوكالة الفضاء الأميركية ناسا طبيعة المهمة نشر قمر صناعي واجراء بحوث على الجاذبية

## انطلاق
انطلق مكوك الفضاء كولمبيا من مركز كنيدي للفضاء مجمع 39 في 12 يناير 1986 ، و في 18 يناير 1986, هبط المكوك في قاعدة إدواردز الجوية

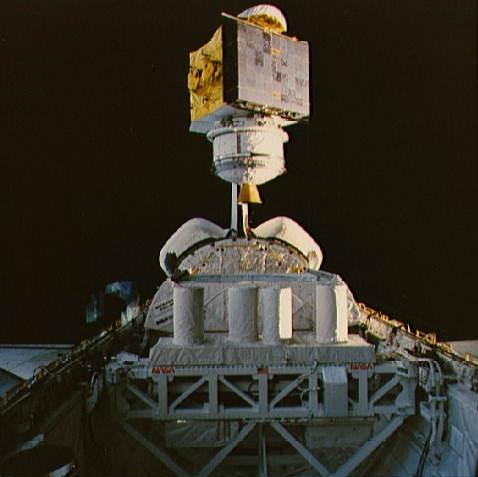
نشر القمر الصناعي سات كوم كي 1.

## طاقم الرحلة
طاقم الرحلة بقيادة روبرت ل جيبسون.
| المنصب           | رائد الفضاء                            |
| ---------------- | -------------------------------------- |
| القائد           | روبرت ل جيبسون رحلة الفضاء الثانية     |
| طيار             | تشارلز بولدين رحلة الفضاء الأولى       |
| أخصائي البعثة 1  | جورج نيلسون رحلة الفضاء الثانية        |
| أخصائي البعثة 2  | ستيفن هولي رحلة الفضاء الثانية         |
| أخصائي البعثة 3  | فرانكلين تشانغ دياز رحلة الفضاء الأولى |
| أخصائي الحمولة 1 | بيل نيلسون رحلة الفضاء الوحيدة         |
| أخصائي الحمولة 2 | روبرت ج. سينكر رحلة الفضاء الوحيدة     |

## وصلات خارجية
- NASA mission summary
- STS-61C Video Highlights